# Ardalan Shoja Kaveh
Ardalan Shoja Kaveh (en persan : اردلان شجاع کاوه), né  en 1963 à Birdjand en Iran, est un acteur iranien. Il a travaillé  dans le film Boycott (titre original : Baykot) avec Mohsen Makhmalbaf. Shoja Kaveh est aussi un acteur connu qui a joué dans les diverses sitcoms comme Tchar Khouneh, la comédie iranienne la plus réussie diffusée par IRIB.